# مفاعل A3W

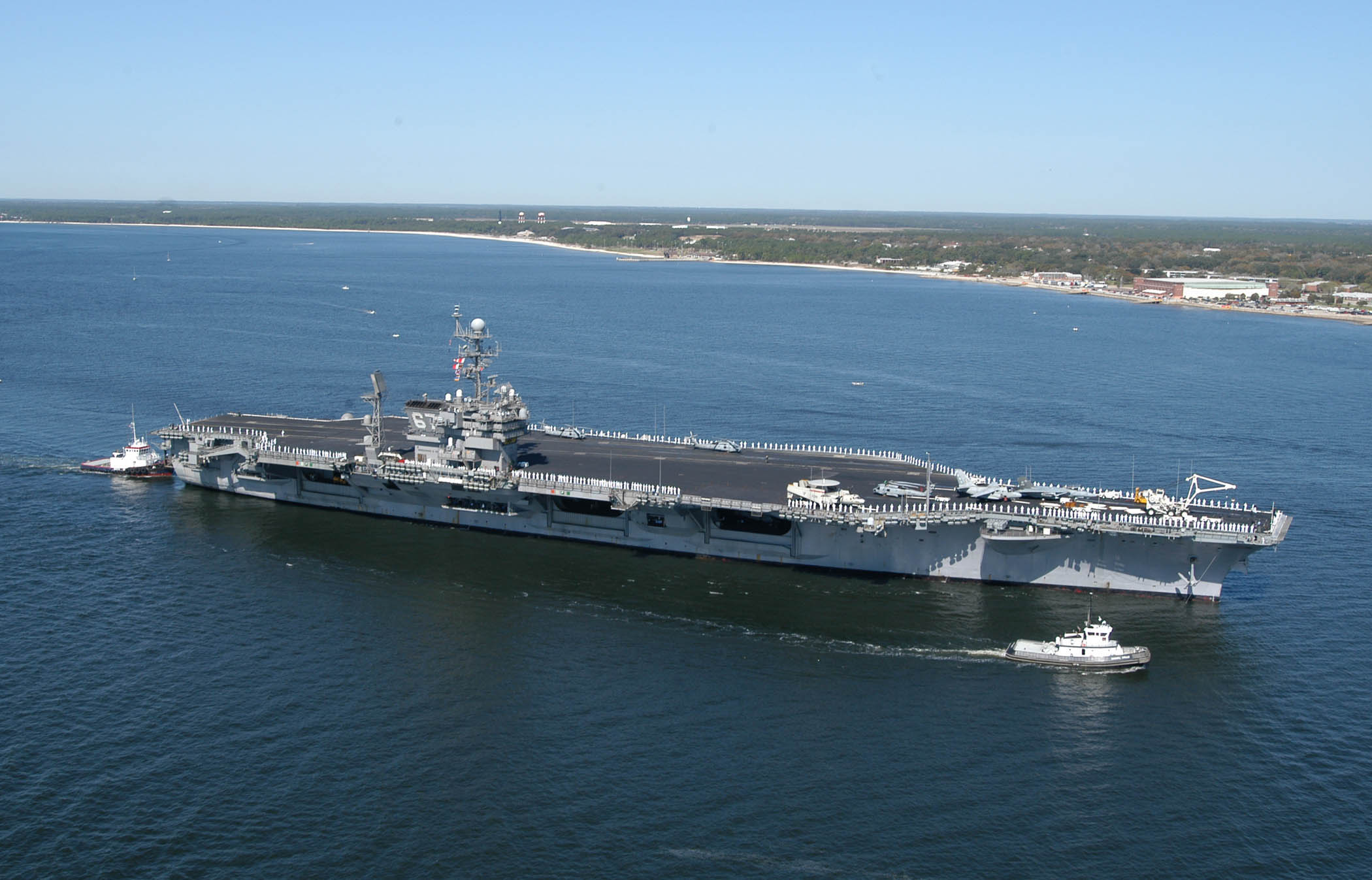

مفاعل A3W  (بالإنجليزي: A3W  reactor) مفاعل نووي يستخدم من قبل القوات البحرية الأمريكية لتوليد طاقة كهربية وقوة دفع للسفن الحربية، يقصد بالاختصار A3W:
A: حاملة طائرات
3: ثالث جيل مصمم بواسطة مقاول
W: ويستنغهاوس وهي الشركة المصممة